# Willard Grant Conspiracy
Die Willard Grant Conspiracy (kurz: WGC) war ein US-amerikanisches Musikprojekt aus Boston, Massachusetts, um den Sänger und Songschreiber Robert Fisher (1957–2017), der mit temporären Gastmitspielern arbeitete.

## Geschichte

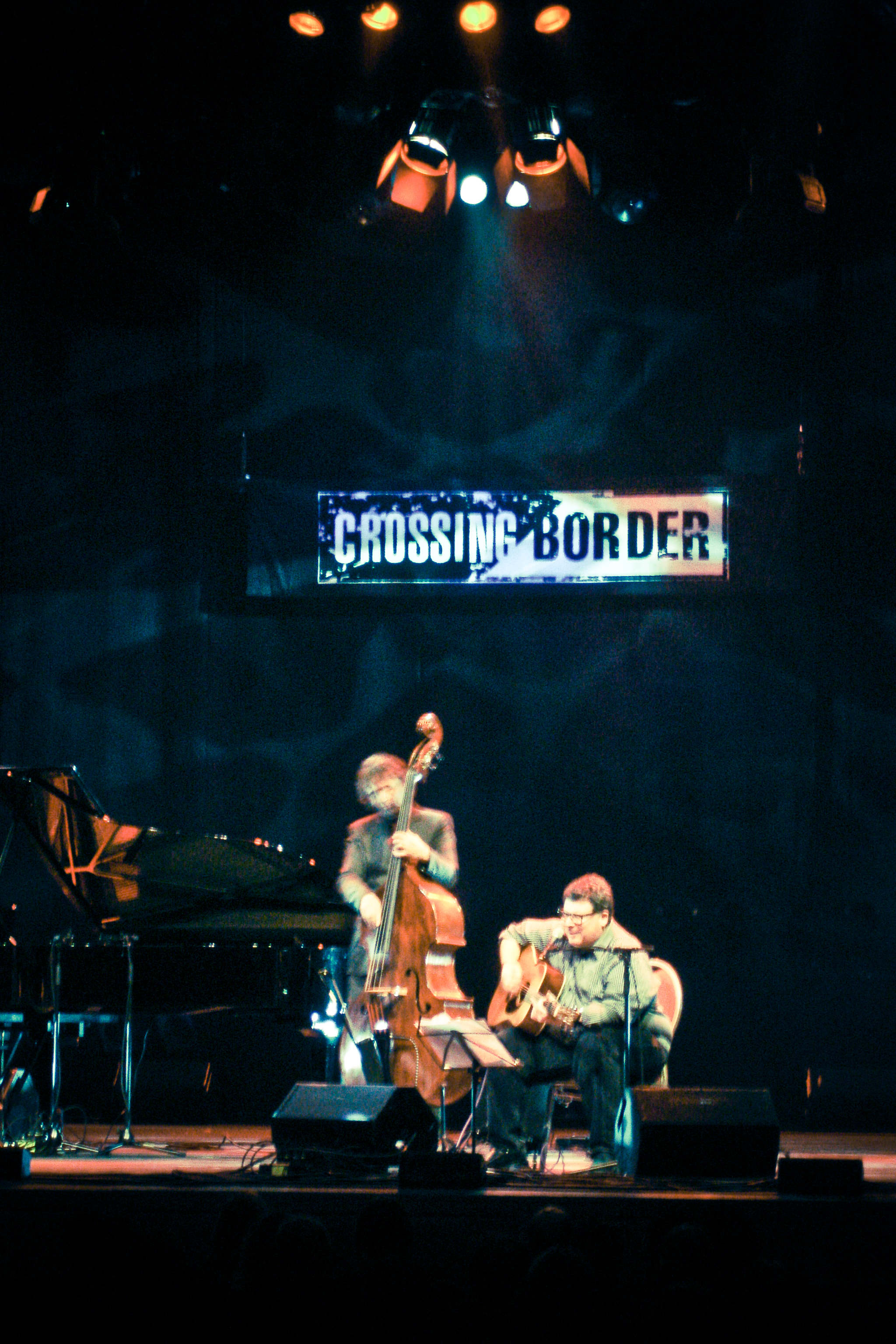
Willard Grant Conspiracy (2008)

Der aus einer Familie kalifornischer Baptisten stammende musikalische Autodidakt Robert Neil Fisher (* 9. September 1957) und der in Portland, Maine, aufgewachsene Gitarrist Paul Austin machten beide ab 1981 in Portland Musik, bis auf wenige Ausnahmen immer in der jeweilig selben Band. Um 1984 herum zogen beide in eine gemeinsame Wohnung in Boston und bildeten ein gefragtes Duo in der lokalen unabhängigen Szene. Mit den Gruppen Laughing Academy und Flower Tamers nahmen sie auch Alben auf, die jedoch nie veröffentlicht wurden.
Die Willard Grant Conspiracy wurde Ende 1995 eher zufällig gegründet: Als Malcolm Travis, der Schlagzeuger der Flower Tamers, mit der Band Sugar auf Tour war, wurden Fisher und Austin zusammen zu dem Aufnahmeingenieur Dana Hollowell, seines Zeichens Gitarrist bei den Flower Tamers, eingeladen, um sein neues Heimstudio im Bostoner Vorort Sudbury zu testen. Fisher und Austin rekrutierten zu ihrer Unterstützung noch den Gitarristen Sean O’Brien. Weitere anwesende Musiker waren willkommen, sich bei den mitgebrachten Stücken, die Fisher und Austin im gemeinsamen Wohnzimmer konzipiert hatten, einzubringen. Gemastert wurden die Aufnahmen von Jeff Lipton, in dessen Wohnung es von Musikbearbeitungsgerätschaften und zugehöriger Systemsoftware wimmelte. Als Bandnamen wählte man Willard Grant Conspiracy, denn die Aufnahmesession hatte in der Willard Grant Street stattgefunden. Nach einem Aufnahmewochenende und etwas Nachbearbeitungszeit war das Album fertig und erhielt den Titel 3 am Sunday @ Fortune Otto’s. Fisher veröffentlichte es selbst auf seinem extra dafür gegründeten und danach wieder aufgelösten Label Dahlia Records.
Das deutsche Label Glitterhouse Records bekam die Sache mit und bot eine Lizenzausgabe in Europa an, was den Nebeneffekt hatte, dass die Willard Grant Conspiracy schon bald eine Europa-Tour durchführen konnte. Auch in der Heimat griff ein Label zu, und zwar Slow River Recordings, ein damals noch unabhängiges Label aus dem bostonnahen Marblehead, Massachusetts. Dazu kam es, weil die Grundformation aus Fisher, Austin und O’Brien, angereichert mit verschiedenen Gleichgesinnten aus der aktiven Musikszene, Konzerte gab. Unter den Gastmusikern befand sich George Howard, der zugleich Inhaber von Slow River war (und später Präsident der Slow River einverleibenden Mutterfirma Rykodisc). So fiel Fisher und Co. der Plattenvertrag gewissermaßen in den Schoß. Der geschlossene Vertrag beinhaltete außer der Übernahme des Debütalbums noch das Veröffentlichungsrecht für die nächsten drei Studioalben.
Zum Kreis der engeren Mitstreiter gehörte noch James Apt, der auch eine lange musikalische Verbundenheit mit Fisher vorweisen konnte. Fisher betrachtete sich im Kreise solcher langjährigen Weggefährten als in einer Familie befindlich. In der Gesamtschau hatte die Band den Charakter eines lockeren Kollektivs, offen für jeden, der mitmachen wollte. Howe Gelb von Giant Sand war Vorbild für das Gelingen des Betreibens eines losen Musikerverbundes. Die Band war nach diesem Modell gestartet und wurde nun einfach auf dieselbe Weise weitergeführt. Live würde man den Besuchern mitteilen, wer gerade dabei ist und mitspielt.
Vom Debütalbum an wandelte sich angesichts von etwa 20 lokalen Musikern, die sich jede Woche in unterschiedlicher Anzahl und Zusammensetzung zu informellen Jam-Sessions versammelten, das Bandgefüge beständig. Für die ersten vier Alben waren Fisher und Austin die einzigen, die man als „reguläre Mitglieder“ bezeichnen könnte. Weiteres Personal war sowohl von den Bedürfnissen der Gruppe als auch von ihren eigenen Verpflichtungen abhängig. Bei Studio-Terminen und Live-Auftritten gehörten regelmäßig zwischen drei und zwölf Musiker zur Besetzung. In späteren Jahren, als Fisher oft unterwegs war, erstreckte sich die Input-Offerte sogar auf die Entstehungsgeschichte der Lieder. Platten entstanden oft so, dass Fisher nur minimalistische Liedstrukturen aufgenommen hatte und diese zurückließ, wenn er auf Tour ging. Zwischenzeitlich gab es Studiobesuche mit Ideen-Einstreuungen von befreundeten Musikern und Fisher ließ sich bei Rückkehr überraschen, was aus seinen Songgerüsten geworden war. Er ließ seine Lieder lange reifen, nicht zuletzt auch weil sein Budget für neue Aufnahmen immer reichen musste.
Am WGC-Debüt Flying Low für Slow River wirkten der Gitarrist James Apt, der Bratschist David Michael Curry, der Mandolist Erich Groat und der Bassist Matt Griffin neben dem Kerntrio Fisher/Austin/O’Brien mit. Es erschien 1998. Die bei einem Kleinlabel erschienene Live-Aufnahme Weevils in the Captain’s Biscuit (1998) und die als EP von Slow River herausgebrachte Demosammlung Radio Free WGC (1999), gingen der vertragsgemäßen Slow-River-Veröffentlichung Mojave (1999) voraus. Des Weiteren erhielt Glitterhouse Records die Zustimmung zur Veröffentlichung der CD The Green Green Grass of Slovenia (2000), ehe das Studioalbum Everything’s Fine die Slow-River-Vertragslaufzeit beschloss. Fisher handelte daraufhin einen dreigliedrigen Vertrag aus. Das auf Americana und Alternative Country spezialisierte Label Loose Music (Sitz in London) war für Großbritannien zuständig, Glitterhouse Records für Resteuropa und Kimchee Records für die Vereinigten Staaten.
Paul Austin zog 2001 nach Seattle, heiratete dort Terri Moeller, temporäre (erst 2011 feste) Schlagzeugerin bei der Folk-Rock-Band The Walkabouts, und diese beiden begannen eine gemeinsame musikalische Zeit, die in der Gründung von The Transmissionary Six ihren Höhepunkt fand. Der Weggang seines Gefährten entmutigte oder beeinträchtigte Fisher aber nicht, denn er hatte sich zwar auf Austins Gitarrenspiel verlassen und nun war er gefordert, live selbst Gitarre zu spielen und auch andere Instrumente zuzulassen, aber die neue Situation zeitigte eine Weiterentwicklung. Außerdem brachte sich nun Simon Alpin, der schon vor Austins Weggang involviert war, mehr mit ein.
Das nächste Album Regard the End entstand ähnlich wie die erste Platte: Willard Grant Conspiracy war auf Europa-Tournee und hatte gerade zwei Festivalauftritte auf Mallorca gespielt. Die Zeit zwischen den Festivals hatte man zum Lieder schreiben genutzt. Als zwei weitere Festivals in Slowenien an der Reihe waren und wieder freie Tage dazwischen lagen, bezogen Fisher und Alpin ein Studio, um die konzipierten Songs auszuarbeiten und sie aufzunehmen. Als fünftes Studio-Werk erschien Regard the End 2003 auf dem Kimchee-Label. Nach seiner Fertigstellung zog Fisher Ende 2002 nach über 20 Jahren zurück in die Heimat seiner Jugend, der Gegend um Palmdale/Lancaster im Süden von Kalifornien, wo sowohl Frank Zappa als auch Captain Beefheart aufgewachsen sind.
Die Rechte an den vier ersten Alben hielt Rykodisc. Um altes Material wieder verfügbar zu machen, war die einzige Möglichkeit, Rykodisc 2004 eine Kompilation aus diesen Alben herstellen zu lassen. So kam es zu There But for the Grace of God. Es ist kein Greatest-Hits-Album, sondern eine Mischung aus bekannten und unbekannten veröffentlichten Stücken und wieder ausgegrabenen unveröffentlichten Aufnahmen.
Auch Let It Roll von 2006 wurde in Slowenien, in Ljubljana, aufgenommen. Drei Album-Einspielungen und -Veröffentlichungen später, fand 2013 wieder eine Europa-Tournee statt, diesmal jedoch nur als Zwei-Mann-Variante plus Effektpedal und Diaprojektor.
Fisher, welcher dereinst seine Drogen- und Alkoholsucht überwunden hatte, suchte schließlich eine Krebserkrankung heim, die ursächlich für seinen Tod am 12. Februar 2017 war. Das in Arbeit befindliche Album Untethered wurde von David Michael Curry zu Ende gebracht und Anfang Dezember 2018 veröffentlicht.

## Mitglieder
Als Gründungsmitglieder können Robert Fisher (Akustikgitarre, Gesang), Paul Austin (Gitarre) und Sean O’Brien (ebenfalls Gitarre) gelten. Einzig Fisher ist jedoch als dauerhaftes und identitätsstiftendes Mitglied anzusehen. Die WGC spielte kaum zwei Abende in derselben Besetzung. Weitere Mitglieder (das heißt Personen, die zu Studio-Aufnahmen oder Konzerten beigetragen haben) waren aus dem Kreis der mindestens 30, die genannt werden könnten (in keiner bestimmten Reihenfolge):
James Apt (Gitarre), Simon Alpin (Gitarre), Erich Groat (Mandoline), Yuko Murata (Keyboards), Josh Hillman (Violine), Nathan Logus (Schlagzeug), Malcolm Travis (Schlagzeug), Dennis Cronin (Trompete), David Michael Curry (Viola, Säge, Gesang), Pete Sutton (Bass), Matt Griffin (Bass), Peter Linnane (Positiv), Chris Eckman (The Walkabouts) (Gitarre, Produktion), Jess Klein (Gesang), Kristin Hersh (Gesang, Gitarre), Edith Frost (Gesang), Terri Moeller (Schlagzeug), Mary Lorson (Gesang).
In der Spätphase, insbesondere bei Auslandsauftritten, war die Willard Grant Conspiracy zu einem internationalen Spontanbesetzungs-Unternehmen geworden. Einerseits war Fisher ein aufgeschlossener, herzlicher Mensch, der seine Mitmusiker wie Familienmitglieder aufnahm, also eine langfristige enge Bindung zu ihnen unterhielt, andererseits ließ er ihnen alle Freiheit, die sie wollten – was keinen Widerspruch darstellt. Für ihn war klar, dass eine aus jungen Leuten bestehende Band unter dem Zusammenhalts-Motto „Einer für alle, alle für einen“ agiert. Werden sie älter, führt jeder bald ein eigenes Leben, indem sie heiraten, ein Haus bauen, Kinder kriegen, Rechnungen zu bezahlen haben und so weiter, sodass diese Freiheit unabdingbar für den Erhalt der Freundschaft und Zusammenarbeit erscheint.
Anfangs wurde in den CD-Begleitheften folgender sinngemäß wiedergegebener Spruch abgedruckt: „Wenn dir irgendjemand erzählt, er hätte auf diesen Aufnahmen mitgespielt, so hat er wahrscheinlich recht.“
Die Intention war, man sollte sich auf die Musik konzentrieren, nicht darauf, wer mitspielt. Dies wurde missverstanden und die Hörer beschäftigten sich damit, herauszufinden, wer an den Songs mitgewirkt hat, statt in die Musik einzutauchen. Auch die Musiker wollten Anerkennung in Form von Credits. Deshalb hat Fisher später auf den Spruch verzichtet und „ordentliche Leistungsnachweise“ aufgeführt, wie es branchenüblich ist.

## Stil
Die Flower Tamers spielten laut John Clarkson von pennymusic.co.uk Punk, laut Jason Ankeny von allmusic.com Noise-Rock. Die Willard Grant Conspiracy dagegen laut Clarkson wie auch laut der Discogs-Klassifikation Alternative Country und laut der Allmusic-Klassifikation Alternative Folk, Americana, Adult Alternative Pop und Indie-Rock. Ebenfalls auf Americana legten sich die Internetplattform thequietus.com, das Musikmagazin Eclipsed sowie die Tageszeitung Der Tagesspiegel fest. Die Bandhomepage verwendet die Bezeichnung Alternative Country und erklärt diese Wahl damit, dass es sich in der Grundstruktur um Country-Musik handele, aber Blues- und Punk-Einsprengsel vorhanden seien.
Bei den herangezogenen Vergleichen beziehungsweise den ausgemachten Einflüssen waren sich die Quellen uneinig. Genannt wurden Bob Dylan, American Music Club, The Velvet Underground, Sonic Youth, Hank Williams und Kris Kristofferson, John Cale und Johnny Cash, Van Morrison, Nick Cave, Lambchop und die (jungen) Bad Seeds.
Fisher griff auf viele Traditionals zurück. Damit erklärt sich das häufige Vorkommen des Namens  „Mary“ in den Titeln und den Texten und die erzählerische Tiefe und Länge. Die Inhalte ranken sich oft um existenzielle Themen wie Sterblichkeit, Einsamkeit, Verzweiflung, Jenseitigentrauer und/oder Erlösung. River in the Pines ist beispielsweise ein melodramatisches Traditional, das von Text und Melodie her stark an grausame Tode thematisierende irische Folk-Weisen erinnert. Für Carsten Agthe war die Band daher „unser liebster trauriger Americana-Folk-Act“, dessen Songs „der Garant dafür waren, sich in melancholischen Momenten noch eine Spur trauriger zu fühlen“.
Bezüglich Fishers Darbietung auf Let It Roll stellte der Rezensent der Berliner Morgenpost fest, „daß seine Stimmung auf der Platte von überschwenglich euphorisch bis hin zu elegisch-melancholisch schwankt“. Im Eclipsed schrieb Sascha Seiler von einer „düstere[n] Eindringlichkeit“, während im Tagesspiegel ein Wandel von „epischen Breitwand-Americana-Zeitlupensounds“ zu rockiger „bleierne[r] Wuchtigkeit“ konstatiert wurde. Das unter dem Eindruck von Fishers Krankheit stehende Untethered sei, meint Martin Makolies von plattentests.de, „ein lakonisches Zeugnis für eine Müdigkeit, die tief in die Fundamente hineinwurzelt“, ein mit musikalischer Zartheit und Sentiment versehenes Ausklingen des Hierseins und ein „wohliges Eingehen in die Endlichkeit“.

## Zitate zum Bandkonzept
“Logistically it’s a lot more difficult to put together this kind of a thing than it is if you just have four dedicated members. But the benefits of it are tremendous, because you have this ever-changing, refreshing cast of musicians to work with, and every experience is a new experience. […] Because the songs are very simple, there’s a commitment in the band to a certain level of openness, in terms of what people play. I guess the mentality is sort of jazz in a way, it’s the improvisation aspect. It’s not, obviously, jazz, but we allow for things to be played that haven’t been played before. And it’s a great thing for me every night because I hear things I’ve never heard before.”

„Logistisch gesehen ist es viel schwieriger, so eine [lockere] Sache zusammenzustellen, als wenn man einzig vier feste Mitglieder hat. Die Vorteile sind jedoch enorm, denn es gibt ständig wechselnde, erfrischende Musiker, mit denen man arbeiten kann, und jede Erfahrung ist eine neue Erfahrung. […] Da die Lieder sehr einfach sind, gibt es in der Band eine Verpflichtung zu einem gewissen Grad an Offenheit hinsichtlich dessen, was die Mitwirkenden beitragen. Ich würde sagen, es ist eine Art Jazz-Mentalität, nämlich der Improvisationsaspekt. Es ist offensichtlich kein Jazz, aber wir erlauben, dass jeder seinen Part frei gestaltet, so wie er zuvor noch nicht vorgetragen wurde. Und es ist eine tolle Sache für mich jeden Abend, weil ich Dinge höre, die ich noch nie gehört habe.“

“I have never seen a reason to organise it more traditionally since then. It is tempting I have to say to have a more secure band sometimes because it would make planning and recording a little easier. The reality of things, however, is this band doesn’t make enough money to pay people a salary, and to be waiting for my call.”

„Ich habe seitdem nie einen Grund gesehen, es traditioneller zu organisieren. Ich muss gestehen, der Gedanke ist verlockend, manchmal auf eine sicherere Band zurückgreifen zu können, weil es das Planen und Aufnehmen ein wenig einfacher machen würde. Die Realität ist jedoch, dass diese Band nicht genug Geld verdient, um den Leuten ein Gehalt zu zahlen und auf meinen Anruf zu warten.“

## Diskografie

### Alben
- 1996: 3 am Sunday @ Fortune Otto’s (Album, Dahlia Records [US], Slow River Records [UK])
- 1998: Flying Low (Album, Slow River Records)
- 1998: Weevils in the Captain’s Biscuit (limitiertes Live-Album, Return to Sender)
- 1999: Mojave (Album, Slow River Records)
- 2000: The Green, Green Grass of Slovenia (Live-Album, ursprünglich für Radio Slovenia International produziert, Glitterhouse Records)
- 2000: Everything’s Fine (Album, Slow River Records)
- 2001: Live 2001 – Amsterdam and Aberdeen (Live-Album/autorisiertes Bootleg-Album für Direktverkauf auf Tour, Selbstverlag)
- 2002: In the Fishtank 8 (Kollaborations-Album mit Telefunk, Konkurrent)
- 2003: Regard the End (Album 2003, Kimchee Records [US], weitere diverse Labels [darunter Glitterhouse Records für Deutschland])
- 2004: From a Distant Shore: Live in the Netherlands (Live-Album, Glitterhouse Records)
- 2004: At Rockpalast-Crossroads (Live-Album, ursprünglich TV-Auftritt-Mitschnitt im Rahmen des WDR-Rockpalasts, Mucchio Extra, erhältlich als Heftbeilage, Bandgeschenk und im Versandhandel)
- 2006: Let It Roll (Album, Glitterhouse Records)
- 2008: Pilgrim Road (Album, Glitterhouse Records)
- 2009: Paper Covers Stone (Album, Glitterhouse Records)
- 2013: Ghost Republic (Album, Loose Music)
- 2013: Dwelltime (CDr-Live-Album für Direktverkauf auf Tour, Selbstverlag)
- 2016: Song (Split-12"-Album mit The Kitchen Cynics, Micah P. Hinson, Tissø Lake, Toad Records)
- 2018: Untethered (Album, Loose Music)

### Kompilationen und Medienkombinationen
- 2004: There But for the Grace of God (Best-of Album, Glitterhouse Records)
- 2007: Bear Wittness (DVD mit Aufnahmen Rockpalast, 2004, und Orange Blossom Special, 2005, plus CD mit Radio Bremen Sessions, 2006, Glitterhouse Records)

### Singles und EPs
- 1997: Wake Me when I’m Under (Split-7"-Single mit Chris & Carla, Dahlia Records)
- 1999: Color of the Sun (EP, Slow River Records)
- 1999: Radio Free WGC (EP, Slow River Records)
- 2003: Soft Hand (Single, UXB Recordings)
- 2009: Trunk in the Attic (EP, Glitterhouse Records)